# Euoestrophasia panamensis
Euoestrophasia panamensis là một loài ruồi trong họ Tachinidae.